# Eliezer Yudkowsky
Eliezer Shlomo Yudkowsky (n. 11 septembrie 1979, Chicago, Illinois, SUA) este un cercetător și scriitor american în domeniul inteligenței artificiale (IA) cunoscut mai ales pentru popularizarea ideii de inteligență artificială prietenoasă. Este cofondator și cercetător al Machine Intelligence Research Institute (MIRI), un organism de cercetare privat nonprofit cu sediul în Berkeley, California. Munca sa asupra perspectivei unei explozii de inteligență a fost o influență de cartea lui Nick Bostrom, Superinteligența. Căi, pericole, strategii. Un autodidact, Yudkowsky nu a studiat la liceu sau facultate.

## Inteligență artificială
În scenariul exploziei de inteligență propus de I. J.  Good, sistemele de inteligență artificială auto-îmbunătățite recursiv trec rapid de la inteligența generală subumană la superinteligentă. Cartea lui Nick Bostrom din 2014 Superinteligența. Căi, pericole, strategii prezintă argumentul lui Good în detaliu, citând în același timp scrierile lui Yudkowsky cu privire la riscul ca antropomorfizarea sistemelor avansate de IA să determine oamenii să înțeleagă greșit natura unei explozii de informații. „IA ar putea face un salt aparent puternic în inteligență doar ca rezultat al antropomorfismului, al tendinței umane de a gândi în termeni ca „idiotul satului” și „Einstein” la capetele extreme ale scalei inteligenței, în loc de puncte aproape imperceptibile pe scara minților -în general." 

## Scrieri
Între 2006 și 2009, Yudkowsky și Robin Hanson au fost principalii contribuabili ai Overcoming Bias, un blog de științe cognitive și sociale sponsorizat de Institutul Future of Humanity al Universității Oxford. În februarie 2009, Yudkowsky a fondat LessWrong, un „blog dedicat rafinării artei raționalității umane”.  Overcoming Bias a rămas de atunci blogul personal al lui Hanson.
Peste 300 de postări pe blog ale lui Yudkowsky despre filozofie și știință (scrise inițial pe LessWrong și Overcoming Bias) au fost lansate ca o carte electronică intitulată Rationality: From AI to Zombies de către Machine Intelligence Research Institute (MIRI) în 2015. MIRI a publicat, de asemenea, Inadequate Equilibria, cartea electronică a lui Yudkowsky din 2017 despre subiectul ineficiențelor societale. 
Yudkowsky a scris, de asemenea, mai multe opere de ficțiune. Romanul său de fan fiction, Harry Potter and the Methods of Rationality (Harry Potter și metodele raționalității), folosește elemente ale intrigii din seria Harry Potter a lui J. K. Rowling pentru a ilustra subiecte din știință. The New Yorker a descris Harry Potter și metodele raționalității ca pe o reluare a originalului lui Rowling „în încercarea de a explica vrăjitoria lui Harry prin metoda științifică”.

## Publicații academice
- Yudkowsky, Eliezer (2007). „Levels of Organization in General Intelligence” (PDF). Artificial General Intelligence. Berlin: Springer.
- Yudkowsky, Eliezer (2008). „Cognitive Biases Potentially Affecting Judgement of Global Risks” (PDF).  În Bostrom, Nick; Ćirković, Milan. Global Catastrophic Risks. Oxford University Press. ISBN 978-0199606504.
- Yudkowsky, Eliezer (2008). „Artificial Intelligence as a Positive and Negative Factor in Global Risk” (PDF).  În Bostrom, Nick; Ćirković, Milan. Global Catastrophic Risks. Oxford University Press. ISBN 978-0199606504.
- Yudkowsky, Eliezer (2011). „Complex Value Systems in Friendly AI” (PDF). Artificial General Intelligence: 4th International Conference, AGI 2011, Mountain View, CA, USA, August 3–6, 2011. Berlin: Springer.
- Yudkowsky, Eliezer (2012). „Friendly Artificial Intelligence”.  În Eden, Ammon; Moor, James; Søraker, John; Steinhart, Eric. Singularity Hypotheses: A Scientific and Philosophical Assessment. The Frontiers Collection. Berlin: Springer. pp. 181–195. doi:10.1007/978-3-642-32560-1_10. ISBN 978-3-642-32559-5.
- Bostrom, Nick; Yudkowsky, Eliezer (2014). „The Ethics of Artificial Intelligence” (PDF).  În Frankish, Keith; Ramsey, William. The Cambridge Handbook of Artificial Intelligence. New York: Cambridge University Press. ISBN 978-0-521-87142-6.
- LaVictoire, Patrick; Fallenstein, Benja; Yudkowsky, Eliezer; Bárász, Mihály; Christiano, Paul; Herreshoff, Marcello (2014). „Program Equilibrium in the Prisoner's Dilemma via Löb's Theorem”. Multiagent Interaction without Prior Coordination: Papers from the AAAI-14 Workshop. AAAI Publications. Arhivat din original la 15 aprilie 2021. Accesat în 12 octombrie 2020.
- Soares, Nate; Fallenstein, Benja; Yudkowsky, Eliezer (2015). „Corrigibility” (PDF). AAAI Workshops: Workshops at the Twenty-Ninth AAAI Conference on Artificial Intelligence, Austin, TX, January 25–26, 2015. AAAI Publications.

## Vezi și
- Roman Yampolskiy
- AI box